# آتش جنوب
آتش جنوب فیلمی به کارگردانی آلن برونت و نویسندگی آلن برونت و جمشید شیبانی محصول سال ۱۳۵۵ است.

## خلاصه داستان
چاه نفتی در جنوب طعمهٔ حریق می‌شود و کارشناسان آمریکایی اطفای حریق به جنوب خواننده می‌شوند. آن‌ها برای خاموش کردن آتش به مقداری نیترو گلیسرین نیاز دارند که بایستی به جنوب حمل شود. از تعدادی راننده امتحان می‌شود تا چهارنفر به ازای دریافت چهارصدهزار تومان پول دو کامیون حامل نیترو گلیسرین را به محل اطفای حریق برسانند. عباس زبردست و نامزدش جمیله و دوستش نادر پس از آزمون انتخاب می‌شوند و مکانیکی موسوم به گامبو، که راننده ای ناشی و از چنگ پلیس گریزان است، با پرداخت رشوه با آن‌ها همراه می‌شود. جمیله و گامبو، به عنوان وردست، جای خود را با رانندگان عوض می‌کنند. آن‌ها از موانع متعددی جان سالم به درمی برند تا این که گروهی راهزن به آن‌ها یورش می‌آورند و کامیون‌ها را، بدون بار، مطالبه می‌کنند. درگیری آغاز می‌شود و نادر، موقع کش مکش، از شیب کوه به روی یکی از کامیون‌ها سقوط می‌کند و کشته می‌شود. گامبو نیز بر اثر حادثه ای جان خود را از دست می‌دهد و سرانجام عبا س و جمیله، پس از متفرق کردن راهزن‌ها کامیون باقی مانده را به مقصد می‌رسانند.

## بازیگران
- ناصر ملک مطیعی
- پوری بنایی
- علی آزاد
- محمدرضا فاضلی
- محمود تهرانی